# Ermita de San Miguel (La Penilla)

Planta de la ermita de San Miguel de Carceña

La ermita de San Miguel o ermita de San Miguel de Carceña es una ermita románica de principios del siglo XIII, situada en el Monte Carceña, en las proximidades de La Penilla, en el municipio español de Santa María de Cayón en la comunidad autónoma de Cantabria. Fue declarada Bien de Interés Local en el año 2005.

## Descripción
En su edificación se observan elementos arquitectónicos tanto de tradición románica como gótica, lo que indica que se trata de un edificio de transición entre ambos períodos.
Construcción de reducidas dimensiones, es de una sola nave realizada con mampostería y sillares en los esquinales, rematada en ábside semicircular de sillería. Un arco apuntado decorado con pequeñas flores, dientes de sierra y estrellas, da la entrada a la puerta principal orientada en la fachada sur, al lado de la Epístola. En la fachada Oeste, una puerta secundaria en arco apuntado, con una espadaña situada sobre la fachada (hoy desaparecida), que culminaba el conjunto. La nave se cubre mediante un armazón de madera que descansa mediante un hastial sobre un apuntado arco toral, correspondiendo al ábside semicircular una bóveda de cuarta esfera.

## Leyenda
Esta ermita lleva aparejada su leyenda, según la cual dos pastores se extrañaron de un toro que escarbaba insistentemente en un lugar. Al acercarse descubrieron enterrada una imagen de San Miguel, supuestamente escondida por los cristianos que huían de la invasión musulmana.[cita requerida]
A raíz del hecho se decidió levantar un templo dedicado al arcángel, pero en un lugar más adecuado al acceso de los creyentes. No obstante, y una vez empezada la construcción, insistentemente los materiales desaparecían y volvían a aparecer en el lugar de la aparición original, lo que definitivamente fue tomado por un signo de que allí era donde debía edificarse la ermita.